# ハイスクール・ミュージカル
『ハイスクール・ミュージカル』（原題：High School Musical）は、2006年にアメリカで放送されたテレビ映画。アメリカ合衆国の架空の高校・イースト高校を舞台にしたミュージカル映画である。

## 概要
アメリカで2006年1月20日にディズニー・チャンネルのオリジナル・ムービーとして放送し、大ヒットした。第58回プライムタイム・エミー賞では6部門にノミネートし、2部門で受賞した。
本作のサウンドトラックは2006年春にビルボードのアルバムチャートBillboard 200で1位を獲得し、2006年度のアルバムセールスで1位に輝いた。また、このサントラ・アルバムから8曲がビルボードのシングル・チャートBillboard Hot 100に入り、なかでも『Breaking Free』は最高4位を記録した。
アメリカでは2007年8月17日に、日本では10月13日に続編となる『ハイスクール・ミュージカル2』（原題：High School Musical 2）がディズニーチャンネルで放送された。また、シリーズ3作目及び第1部の完結編となる本作初の劇場公開作品『ハイスクール・ミュージカル/ザ・ムービー』（原題：High School Musical 3: Senior year）が2008年10月24日にアメリカで、2009年2月7日に日本で劇場公開された。
2009年3月3日、『ハイスクール・ミュージカル4』がキャストを前3作から刷新して製作されることが発表されたが、実現には至っていない。また、シャーペイを主役に据えたスピンオフ作品『シャーペイのファビュラス・アドベンチャー』（Sharpay's Fabulous Adventure）が2011年8月13日に日本のディズニー・チャンネルにて放送された。

## あらすじ
トロイはバスケットボールが得意なバスケ少年で、学校の人気者。ガブリエラは数学や化学を得意とする学校一の天才少女で、勿論成績はオールA。全く住む世界や立場が違う二人。
大晦日の夜に行われたパーティで、トロイとガブリエラは成り行きでデュエットする事になってしまう。初めて一緒に、そして気持ちよく歌えた二人。しかし、そんな楽しい時間は何時までも続かず、何とか顔写真を交換したもののガブリエラは姿を消してしまった。
そんな二人に運命の再会が待っていた。年明けにトロイの通うイースト高校に、転校生としてガブリエラがやってきたのだ。二人を強く引き付けたのはやはり音楽。
しかし人気者のトロイを狙っている強烈なライバルがいた。演劇部の部長で目立ちたがり屋のシャーペイ・エヴァンスだ。幼稚園の頃から常に主役の彼女。
トロイとガブリエラがミュージカルの応募掲示板の前にいるのを見つけたシャーペイは、二人がミュージカルに出るつもりではないかと疑う。そして一次選考終了まで舞台の陰に隠れていたトロイとガブリエラは、一次選考終了直後にオーディションを受けるというが断られる。しかしその直後に二人の歌を聞いたダーバス先生は特例で二人が二次選考に出ることを認める。
今までのトロイとガブリエラに戻ってほしい友人たち。二人に主役を取られたくないシャーペイ。そのなかでトロイはバスケを、ガブリエラは科学部を続けながら歌の練習をする。

## 登場人物
トロイ・ボルトン
演 - ザック・エフロン / 日本語吹替 - 森田成一
本作の主人公。イースト高校のバスケ部（ワイルドキャッツ）のキャプテンで背番号14番。学校中の人気者。
席は左から2列め一番前で、横にマーサとケルシー、後ろにチャドがいる。
父がワイルドキャッツのコーチで、父の言われるがまま試合に勝つことしか考えておらず歌うことが苦手だったが、ガブリエラとの出会いによりミュージカルに目覚める。
なお、ザックが撮影当時、高い声を出せなかったことから歌唱パートで歌声を担当しているのはザック本人ではなく、ドリュー・シーリーである。次回作と最終作ではザック本人が歌唱している。
ガブリエラ・モンテス
演 - ヴァネッサ・ハジェンズ / 日本語吹替 - 折笠富美子
本作のヒロイン。
科学と数学が得意な天才で、運動神経も抜群な文武両道な優等生で、成績はもちろんオールA。
ガブリエラの天才っぷりは科学コンテストで金メダルを取ったことなどからもわかり、ネット検索でも普通に出てきたりする。
テイラーと仲良くなったことから科学部に所属することになる。
席は左から3列目の一番後ろで、横にジェイソンがいる。
母の仕事の都合で転校を繰り返す転勤族の娘で、本人によるとアルバカーキが一番好き。
歌唱力は高いものの人前で歌う事が苦手で、過去にその歌唱力からソロを任されて歌うことになったが皆から注目された事に気付いた際に失神し、気がついたら天井が見えていたと発言しているが、トロイに出会って歌った事で歌の楽しさを知り始める。
シャーペイ・エヴァンス
演 - アシュレイ・ティスデイル / 日本語吹替 - 永田亮子
ライアンの双子の姉。
幼稚園の頃からミュージカルの主役を務めている、学園及び演劇部の部長兼女王様。
席は左から4列目の一番前で、後ろにライアンが、横にマーサがいる。
父はラヴァースプリングスカントリークラブというリゾート地のオーナー。また、ペットのヨークシャーテリア、ボイを溺愛している。
裕福な家庭だからなのか非常にわがままな性格で、主役を演じたり、トロイとガブリエラを引き離したりするためには二次選考のスケジュールをトロイの試合とガブリエラの科学コンテストと同じ日に変更させるなどどんな汚い手も使う。
弟であるライアンを始めケルシーや科学部やワイルドキャッツを格下に見ているほか、好意的にアピールするジークをあしらったりするなど、ケルシーや科学部、ワイルドキャッツグループとは相容れない状態で、チャド曰く『ピューマ』と形容している。ただしジークのクッキーは全力で褒め讃え認めるなど、頑なに全てを認めないわけではない模様。
ライアン・エヴァンス
演 - ルーカス・グラビール / 日本語吹替 - 福山潤
シャーペイの双子の弟。ダンスが得意。
席は左から4列目の二番目で、前にシャーペイ、左横にチャドがいる。
ミュージカルではシャーペイといつもペアを組んでいる、というか組まされている。
性格は天然系でぼんやりとしたマイペースな部分が見受けられ、優しく気弱なために、いつも姉の言いなりになってたまに酷く振り回されている。
最初は姉の言いなりでガブリエラとトロイを引き離すことに賛成で協力していたが、次作でのある出来事を皮切りに皆とのつながりの素晴らしさを覚え、皆にダンスを教えるようになり、姉の支配から抜け出せるようになっていく。
チャド・ダンフォース
演 - コービン・ブルー / 日本語吹替 - 関智一
トロイの幼馴染。アフロヘアーが特徴。
席は左から2列めの二番目で、トロイの後ろで、右横にライアンがいる。
トロイ、ジーク、ジェイソンと同じくワイルドキャッツのメンバーで、背番号8番。ジーク、ジェイソンとも親友。
いつもバスケットボールを持っていて、トロイと一緒の大学に進学したいと思っている。
性格は少し短気な部分がある熱血漢だが、楽天的で明るく元気。野球もバスケも得意で運動神経に恵まれている反面、勉強は超がつくほど苦手(テイラー曰く10以上の数は数えられないらしい)。
実はチャーリーズエンジェルになるのが夢だったりする等、キャラの中では子供な部分が多い。
最初は科学部を敵対視していたが、トロイとガブリエラをあえて引き離す為にテイラーと手を取り合う事に。だが、そのうちにテイラーに別の思いを抱くようになるが、煮え切らない。
テイラー・マッカーシー
演 - モニーク・コールマン / 日本語吹替 - 坂本真綾
転校してきたガブリエラの親友となる女生徒で非常に秀才な科学部の部長。
席は左から2列め、後ろから二番目で後ろの席にジェイソンがいる。
性格は真面目なしっかり物で、物事をはっきり言う(言い過ぎてる節もある)。物語の序盤ではトロイやチャド、ジーク、ジェイソンなどのようなスポーツ少年達を「うるさい集団」「あの種の動物」などと揶揄し、毛嫌いしていた。しかし、後にガブリエラとトロイを応援するうち彼らに対して変化が現れ、特にチャドに対しては恋心を抱き始める。しかし、煮え切らないチャドの態度に冷たい態度になる事も。
ガブリエラやトロイを二次選考に行かせる為に、パソコンを利用して薬品を化学反応させて悪臭を作りだしたり、バスケの電版や室内の電気を一時的に壊したりなどの行為を軽々行うなど、機械いじりについてはガブリエラにも引けを取らないほど秀才。
ケルシー・ニールセン
演 - オレーシャ・ルーリン / 日本語吹替 - 榎本温子
演劇部で作曲を担当する小柄で眼鏡っ娘の地味系な女生徒。
席は左端一番前でトロイの横。内気で気弱で少しドジっ子。普段は薄化粧で服装は地味な色味であり帽子を被っているが、場合によっては眼鏡を外して化粧をしていることもある。自分が作曲した曲を勝手に派手なものにアレンジするシャーペイを嫌い、トロイやガブリエラ達には協力する。
ワイルドキャッツが試合に勝利した後、トロイからボールを渡され、ジェイソンに手を重ねられてシュートしたり、「みんなスター！」の終わりには2人でペアになったりと、ジェイソンと良い雰囲気になりつつあった。
ジェイソン・クロス
演 - ライン・サンボーン
ワイルドキャッツのメンバーで、背番号23番。
左から2列めの一番後ろの席で、前にテイラーが、横にガブリエラとジークがいる。
トロイ、チャド、ジークとはチームメンバーかつ親友でいつも一緒にいる。トロイとペアを組んで練習するだけあり、運動神経はトロイやチャドに引けを取らないほどに抜群。ワイルドキャッツの例に漏れずお馬鹿ではあるが、『1』や『2』ではお馬鹿キャラの描写はなく天然が強調されているが『ザ・ムービー』においては卒業ギリギリレベルになっている。
性格はのんびり屋で昼寝が大好き。天然が故か、空気を読むのは苦手な部分もあり、周りが落ち込んで居てもあまり落ち込まずに陽気に考えられるというある意味、超ポジティブ思考の持ち主。また、演じたライン・サンボーンによると、ジェイソンは周りで何があってるか理解出来ていない所がある、との事。
ワイルドキャッツが試合に勝利した後、ボールを持っているケルシーの手に手を重ねてシュートしたり、みんなスター！の終わりには2人でペアになったりとケルシーと良い雰囲気になりつつあった。
ジーク・ベイラー
演 - クリス・ウォーレン・Jr / 日本語吹替 - 岸尾だいすけ
トロイ、チャド、ジェイソンの親友のワイルドキャッツの黒人メンバーで、背番号32番。
左端一番後ろの席で、横の席はジェイソン。
背が高く、ワイルドキャッツの中でも長身。性格は元気で明るく、少し楽天的。
シャーペイの大ファンであり、恋心を抱いている。
トロイらの影響から、シュトゥルードゥル、スコーン、アップルパイを始めとしたお菓子作りが趣味である事を告白する。『1』でお菓子作りを認められて以降は親友達やワイルドキャッツらにお菓子を作っては差し入れている。いつか完璧なクリームブリュレを作ると明るく話したりしている。
マーサ・コックス
演 - ケイシー･ストロー
ふくよかな体型の元科学部の才女。
左から3列めの一番前の席で、横にシャーペイとトロイがいる。
性格は元気で明るく世話好きだが、実はシャイで結構天然。ヒップホップダンスに夢中で、見かけによらずダンスのスキルは非常に高い。元は科学部である為、非常に秀才でもある。
テイラーとは科学部であった事もあり元から友人だったが、後にガブリエラやワイルドキャッツ達とも打ち解けて友人になっている。
ジャック・ボルトン
演 - バート・ジョンソン / 日本語吹替 - 内田直哉
トロイの父親で、ワイルドキャッツのコーチ。
自身もイースト高校のOBでワイルドキャッツに所属していた。息子にアルバカーキ大学に進学してほしいと思っている。ダーバス先生とは度々衝突しあっている。
ワイルドキャッツのメンバーからは非常に慕われており、13人目のメンバーと称されている。部室には選手時代の彼の写真が飾られており、当時の背番号は21番である。
ダーバス先生
演 - アリソン・リード / 日本語吹替 - 小宮和枝
トロイ、ガブリエラたちのクラスの担任で演劇部の顧問も勤める。
非常に規則に厳しい。運動部を嫌っている為、ジャックとは犬猿の仲で度々衝突している。しかし、運動部であるトロイのミュージカルの才能は認めている。
『2』からは学校自体に変化があった為か、厳しさはあるものの以前よりはかなり丸くなっている。

## ミュージカル曲目
| 曲名                                             | 主な演者                                 | その他の演者         | 場所                                           |
| ------------------------------------------------ | ---------------------------------------- | -------------------- | ---------------------------------------------- |
| 始まりの予感 "Start of Something New"            | トロイ、ガブリエラ                       | -                    | マウンテンスキーリゾート                       |
| 大切なのはバスケット! "Get'cha Head in the Game" | トロイ                                   | バスケットボール部員 | イースト高校体育館                             |
| 最高のパートナー "What I've Been Looking For"    | ライアン、シャーペイ                     | -                    | イースト高校講堂                               |
| 最高のパートナー(リプライズ)                     | トロイ、ガブリエラ                       | ケルシ―              | イースト高校講堂                               |
| 今までどおりが一番 "Stick to the Status Quo"     | ジーク、マーサ、シャーペイ、ライアン     | ワイルドキャッツほか | イースト高校カフェテリア                       |
| あなたといた時 "When There Was Me and You"       | ガブリエラ                               | -                    | イースト高校科学研究室、渡り廊下、カフェテリア |
| ボップ・トゥ・ザ・トップ "Bop to the Top"        | ライアン、シャーペイ                     | -                    | イースト高校講堂                               |
| 自由をつかめ "Breaking Free"                     | トロイ、ガブリエラ                       | -                    | イースト高校講堂                               |
| みんなスター! "We're All in This Together"       | トロイ、ガブリエラ、ライアン、シャーペイ | ワイルドキャッツ     | イースト高校体育館                             |

- 「みんなスター!」（"We're All In This Together"）は日本の音楽グループAAAがカバーした。（『ハイスクール・ミュージカル サウンドトラック スペシャル・エディション』、AAAのカバーアルバム『CCC-CHALLENGE COVER COLLECTION-』に収録されている。ディズニー・チャンネル『ハイスクールミュージカル』CMソングとなった。

## サウンドトラック
- ハイスクール・ミュージカル サウンドトラック (2006年)

## 舞台版
- 2007年7月に青山劇場8月にNHK大阪ホールにて実施。

- 2013年にYouth Theatre Japan（YTJ）が主催。芦屋ルナホールにて実施。

- 2018年7月に日本芸術学園がMTI公式で山王ヒルズホールにて上演。
  - 演出：山田和也　キャスト：美郷真也、谷口浩久、森莉那 他

- 2018年8月にseiren musical project が六行会ホールにて上演。演出は角川裕明[3]。トロイ役に大河原渉、スリヤ佐野ヨハネ聖文。ガブリエラ役に佐野史歩、古沢朋恵。

## メディア展開

### 漫画版
集英社の漫画雑誌『りぼん』2009年3月号に朝吹まりによる読み切り漫画が掲載され、2009年2月4日にコミックが発売された（ISBN 978-4-08-856868-3）。
シリーズ3作目『ハイスクール・ミュージカル/ザ・ムービー』を原作としているが、かなり違いがある。

### ゲーム版
『ハイスクール・ミュージカル DANCE!』はディズニー・インタラクティブ・スタジオより2009年2月26日に発売されたWii用リズムゲーム。シリーズ3作品から29曲を収録。

## 影響を受けた作品
本作は、以下の作品の影響や類似点を指摘されている。
キューティ・ブロンド
2001年制作のアメリカ映画。シャーペイ・エヴァンスのエステの演出や小物道具、支配人のフルトンの口臭防止剤を吹きかける演出などである。